# Asphalt 6: Adrenaline
Asphalt 6: Adrenaline et un jeu vidéo de course de voitures orienté arcade, édité par Gameloft et développé par le studio interne Gameloft Montréal. Il est sorti en 2010 sur Android, FreeBox, iPhone, iPad et OS X et possède une connectivité multijoueur en ligne et en local jusqu'à six joueurs,.Il appartient à la série Asphalt..
Les 12 circuits proposés permettent de se rendre dans les rues de Los Angeles, de Tokyo ou des Bahamas.

## Système de jeu
Le côté « arcade » d’Asphalt 6 le rend simple à comprendre.
Le jeu permet au joueur de faire la course avec des bolides. Il débute le jeu avec la Nissan 370Z et la Abarth 500. Il peut débloquer d'autres bolides au cours de sa progression.
Il peut booster sa voiture grâce à la fonction « nitro » en récupérant des grosses bouteilles de protoxyde d'azote le long de la route.

## Accueil
- Gamekult : 5/10[5]
- IGN : 7,5/10[6]
- Jeuxvideo.com : 15/20[7]
- Pocket Gamer : 8/10[8]